# Шнапп, Ноа
Но́а Шнапп (англ. Noah Schnapp, род. 3 октября 2004, Нью-Йорк) — американский актёр.

## Биография
Родился в Нью-Йорке в семье Митчелла и Карин Шнапп (урожд. Перес). Детство провёл в Скарсдейле, штат Нью-Йорк. Шнапп еврей и прошёл бар-мицву в Израиле. У него есть сестра-близнец. Имеет гражданство США и Канады. Его отец имеет российско-еврейское происхождение, а мать — мароккано-еврейское происхождение.
Желание играть в театре и кино зародилось у Шнаппа, когда ему было около пяти лет, после просмотра бродвейской постановки «Энни». Исполнял актёрские роли в школьных и городских спектаклях. Когда ему было 8 лет, его учитель актёрского мастерства предложил ему попробовать себя в профессиональной карьере. Родители Шнаппа записали его на актёрскую программу в «Star Kidz» в Уэстчестере под руководством тренера Элисон Исбрандтсен, которая вскоре направила его в «MKS&D Talent Management» для поиска возможностей карьерного роста.
Учится в Уортонской школе бизнеса при Пенсильванском университете по специальности «Предпринимательство и инновации». Должен закончить учёбу в 2026 году. Его выпуск запланирован на 2026 год. Шнапп был запечатлён в вирусном видео для викторины в кампусе с призом в 50 долларов.
Наиболее известен по роли Уилла Байерса в телесериале «Очень странные дела» (2016 — н. в.). Также озвучил Чарли Брауна в мультфильме «Снупи и мелочь пузатая в кино» (2015) и сыграл Роджера Донована в фильме «Шпионский мост» (2015). Снялся в клипе американской рок-группы Panic! At The Disco на песню «LА Devotee» (2016).

## Личная жизнь
5 января 2023 года в своём аккаунте в TikTok выпустил видео, где публично совершил каминг-аут как гей. Он заявил, что «возможно, похож на Уилла гораздо больше, чем считал ранее», отсылая к тому, что персонаж, которого он играет в сериале «Очень странные дела», тоже гомосексуальной ориентации.
В октябре 2023 года выразил поддержку Израилю в войне Израиля с ХАМАСом после нападения на Израиль под руководством ХАМАСа в 2023 году. Месяц спустя появилось видео, на котором он сидит и улыбается среди людей, раздающих наклейки с надписями «Сионизм сексуален» и «ХАМАС — это ИГИЛ», что побудило некоторых фанатов потребовать исключить его из состава актёров «Очень странных дел» и пригрозить бойкотировать пятый, последний сезон шоу, а также внести актёра в чёрный список Голливуда.
16 января 2024 года опубликовал видео в TikTok, в котором выступал за мир для обеих сторон и просил понимания и сострадания, заявив, что его мысли и убеждения о войне были неправильно истолкованы.

## Фильмография
| Год          |     | Русское название              | Оригинальное название                       | Роль             |
| ------------ | --- | ----------------------------- | ------------------------------------------- | ---------------- |
| 2015         | ф   | Шпионский мост                | Bridge of Spies                             | Роджер Донован   |
| 2015         | мф  | Снупи и мелочь пузатая в кино | The Peanuts Movie                           | Чарли Браун      |
| 2015         | ки  |                               | The Peanuts Movie: Snoopy's Grand Adventure | Чарли Браун      |
| 2016 — н. в. | с   | Очень странные дела           | Stranger Things                             | Уилл Байерс      |
| 2016         | кор | Круг                          | The Circle                                  | Лукас            |
| 2017         | ф   |                               | We Only Know So Much                        | Отис Коупленд    |
| 2017         | ф   |                               | Intensive Care                              | Тиджей Свифт     |
| 2018         | ф   | Запретная кухня               | Abe                                         | Андраде Гроштейн |
| 2020         | ф   | В ожидании Ани                | Waiting for Anya                            | Джо              |
| 2020         | ф   | Хэллоуин Хьюби                | Hubie Halloween                             | Томми Валентайн  |
| 2023         | ф   | Репетитор                     | The Tutor                                   | Джексон          |

## Награды и номинации
| Награда                   | Год  | Категория                                                       | Работа              | Результат | Прим.  |
| ------------------------- | ---- | --------------------------------------------------------------- | ------------------- | --------- | ------ |
| MTV Movie & TV Awards     | 2018 | Лучший испуг                                                    | Очень странные дела | Победа    | [ 21 ] |
| MTV Movie & TV Awards     | 2018 | Лучшая актёрская команда                                        | Очень странные дела | Номинация | [ 22 ] |
| Screen Actors Guild Award | 2017 | Лучший актёрский состав в драматическом сериале                 | Очень странные дела | Победа    | [ 23 ] |
| Screen Actors Guild Award | 2018 | Лучший актёрский состав в драматическом сериале                 | Очень странные дела | Номинация | [ 24 ] |
| Screen Actors Guild Award | 2020 | Лучший актёрский состав в драматическом сериале                 | Очень странные дела | Номинация | [ 25 ] |
| Teen Choice Awards        | 2019 | Choice Summer TV Actor                                          | —                   | Победа    | [ 26 ] |
| Young Artist Awards       | 2017 | Лучшая работа в цифровом телесериале или фильме — Молодой актёр | Очень странные дела | Номинация | [ 27 ] |